# Handley Page Herald
A Handley Page Herald egy brit fejlesztésű, turbólégcsavaros utasszállító repülőgép. Eredetileg négy dugattyús motorral tervezték, de jobb teljesítményeket ért el a két Rolls-Royce Dart légcsavaros gázturbinával. Tervezésekor polgári és katonai területen is a Fokker F27-es vetélytársának szánták, azonban nem vásároltak belőle annyit, amennyi teljesítménye alapján várható lett volna. Mindamellett szolgálatba állása után majdnem negyven évig repült.

## Története
A Handley Page Heraldjának csúcsokkal és mélypontokkal egyaránt tarkított pályafutása 1959-ben kezdődött, mikor az új, légcsavaros-gázturbinás Herald három, távoli országokat érintő bemutatókörutat tett, és ezzel használhatóságát három olyan környezetben bizonyította, mint a Karib-szigetek, Ausztrália és a Távol-Kelet. A megrendelések számának növekedése biztató jövőt jósolt, de az egyik prototípus lezuhant útban a Farnborough-i repülési kiállításra. A típus iránti bizalom megingott, és csökkentek az eladások. A Handley Page a visszaesés ellenére kifejlesztette a meghosszabbított 200-as változatot, amely azután a világ számos légitársaságánál szolgálatba állt, és megbízhatóságával igazolta a cégek típusba vetett bizalmát. Ennek ellenére mindössze ötven Heraldot sikerült eladni. A brit Channel Express egészen 1998-ig üzemeltette egyre csökkenő számú Herald-flottáját.

## Jellegzetességek
- 1960 márciusában egy Herald gyorssegélyeket szállított az áradásokkal sújtott Észak-Afrikába.
- A H.P.R.8-ast nagy befogadóképességű, gépkocsiszállításra tervezték, de a típus soha nem készült el.
- Harminc évvel a szolgálatba állítás után még több mint egy tucat Herald repült.
- A H.P.R.3 nevű első változatot négy Alvis Leonidas Major dugattyús motorral szerelték fel.
- Az első Dart hajtóműves Herald ára 250 000 font volt.
- A Herald 1959-ben 55 000 km-es bemutatókörutat tett Dél-Amerikában.

## Fontos műszaki adatok (Herald 200)
- Kategória: közepes hatótávolságú utasszállító repülőgép
- Hajtómű: két 1570 kW-os (2133 LE-s) Rolls-Royce Dart 527 légcsavaros gázturbina
- Utazósebesség: 428 km/h
- Kezdeti emelkedőképesség: 590 m/perc
- Hatótávolság: 1786 km
- Csúcsmagasság: 8505 m
- Tömeg: üres: 11 703 kg; max. felszálló: 19 504 kg
- Hasznos teher: max. 56 utas
- Méretek: fesztáv: 28,88 m; hossz: 23,01 m; magasság: 7,34 m; szárnyfelület: 82,31 m²